# Baranów (powiat buski)
Baranów – wieś w Polsce, położona w województwie świętokrzyskim, w powiecie buskim, w gminie Busko-Zdrój.
| SIMC    | Nazwa   | Rodzaj    |
| ------- | ------- | --------- |
| 0231395 | Adolfów | część wsi |

W latach 1975–1998 miejscowość należała administracyjnie do województwa kieleckiego.
Miejscowość znajduje się na odnowionej trasie Małopolskiej Drogi św. Jakuba z Sandomierza do Tyńca, która to jest odzwierciedleniem dawnej średniowiecznej drogi do Santiago de Compostela.
W sierpniu 1944 r, miała miejsce pod Baranowem bitwa którą stoczyła z niemieckimi oddziałami wojskowymi 1 Brygada AL Ziemi Krakowskiej im. Bartosza Głowackiego Armii Ludowej dowodzona przez Józefa Saturna ps. „Bartek.”